# Filosofia africana

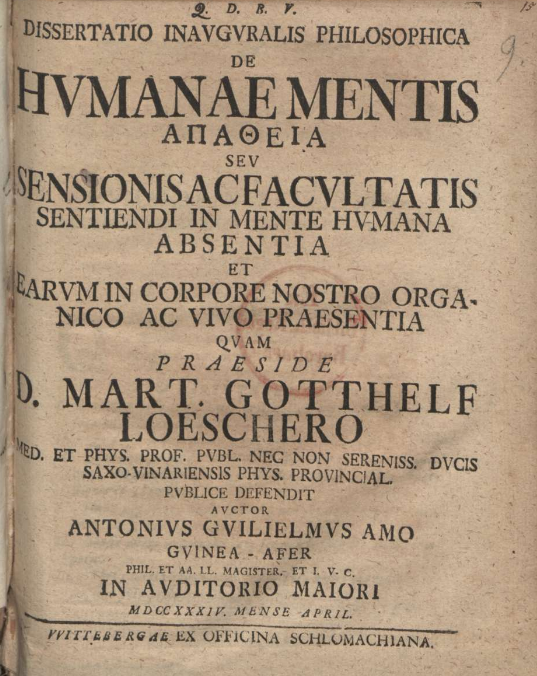
Dissertação de Anton Wilhelm Amo, de 1734

A expressão filosofia africana é usada de múltiplas formas por diferentes filósofos. Embora diversos filósofos africanos tenham contribuído para diversas áreas, com a metafísica, epistemologia, filosofia moral e filosofia política, uma grande parte dos filósofos discute se a filosofia africana de fato existe, embora o registro de pensamento africano remonte a pelo menos cinco milênios atrás na filosofia egípcia antiga. Um dos mais básicos motivos de discussão sobre a filosofia africana gira em torno da aplicação do termo "africano", ou sejaː se o termo se refere ao conteúdo da filosofia ou à identidade dos filósofos. Na primeira visão, a filosofia africana seria aquela que envolve temas africanos ou que utiliza métodos que são distintamente africanos. Na segunda visão, a filosofia africana seria qualquer filosofia praticada por africanos ou pessoas de origem africana.
A elaboração e definição da ideia de filosofia africana tem tido uma trajetória revestida de problemáticas, algumas dessas herdadas da dificuldade de definição da própria filosofia, e da sua polissêmia de sentidos., outras, porém, derivam-se da história própria da África e das especificidades de uma filosofia contextual. Nesse sentido, a ideia de filosofia africana foi sujeita a muitas formas de questionamento - como o de que não existe nenhuma filosofia comum à todos os africanos, ou que não há nada de propriamente africano na filosofia feita na África, atribuindo à filosofia um sentido estritamente universal. Outras questões surgem em relação às formas escritas e orais de registro e transmissão do pensamento, diante das quais a África se caracteriza principalmente pela oralidade. Muitos pensadores contemporâneas propuseram esquemas e distinções a fim de acomodar essas diferentes formas de fazer e transmitir o pensamento filosófico, como também os diferentes sentidos de filosofia - dividida principalmente entre a concepção de um sistema de ideias e valores que orientam a vida prática e contemplativa, e um disciplina e tradição autoconsciente cuja execução é regulada por modelos e instituições. Essas propostas se diversificaram, recebendo, cada uma, maior ou menor adesão, na sua tentativa de capturar a polissêmia de sentidos e suas interações. São exemplos - filosofia universalista/filosofia culturalista (Odera Oruka); filosofia popular/filosofia (Kwasi Wiredu); etnofilosofia/filosofia (Paulin Hountondji); filosofia tradicional/filosofia crítica (T.U. Nwala); pensamento/filosofia; filosofia implícita/filosofia explícita, entre outras.

## Filosofia pré-colonial em Árabe
Na tradição islâmica, Ibn Bajjah filosofou junto com linhas neoplatônicas no século XII. O sentido da vida humana, de acordo com Bajjah, era a busca da felicidade, e essa felicidade verdadeira só é atingida através da razão e da filosofia, até mesmo transcendendo os limites da religião organizada. Ibn Rush filosofou segundo as linhas aristotélicas, estabelecendo a escolástica do averroísmo. Notavelmente, ele argumentou que não havia conflitos entre a religião e a filosofia, uma vez que existem diversos caminhos para Deus, todas igualmente válidas, e que o filósofo está livre para tomar o caminho da razão, enquanto que as pessoas comuns só eram capazes de tomar o caminho dos ensinamentos repassados a eles.
Ibn Sab'in (1216/1217-1271) discordou dessa ideia, alegando que os métodos da filosofia aristotélica eram inúteis na tentativa de entender o universo, porque elas não refletiam a unidade básica com Deus e consigo mesma, de modo que o verdadeiro entendimento necessário requereria métodos diferentes de raciocínio.

## Filosofia africana moderna
Um destaque é o filósofo etíope Zera Yacob (1599-1692). O ganês Anton Wilhelm Amo (1703-1759) é outro importante representante. Ele foi levado pela Companhia das Índias Orientais para a Europa, onde adquiriu diplomas nas áreas da medicina e da filosofia, chegando a lecionar na Universidade de Jena. Considera-se que ambos realizaram investigações filosóficas similares às do Iluminismo, antecedendo, dentre elas, a Kant e Descartes.
Em termos de filosofia política, a independência da Etiópia e o exercício da independência dos nativos africanos frente ao colonialismo europeu serviram como gritos de guerra no final do século XIX e início do século XX, e foram determinantes para os movimentos de independência de grande parte dos países africanos durante o século XX.
O filósofo queniano Henry Odera Oruka (1944-1995) distinguiu o que ele chama de quatro tendências na filosofia africana contemporânea: etnofilosofia, sagacidade filosófica, filosofia ideológica nacionalista e filosofia profissional. Mais tarde, Oruka adicionaria mais duas categorias: a filosofia literária/artística, que teve representantes como Ngugi wa Thiongo, Wole Soyinka, Chinua Achebe, Okot p'Bitek, e Taban Lo Liyong; e a filosofia hermenêutica. Maulana Karenga (1941) é um dos principais filósofos. Ele escreveu um livro de 803 páginas intitulado "Maat, o ideal moral no Egito Antigo". Vale destacar, também, o movimento da Black Philosophy ("filosofia negra"), que estuda a cultura africana e seus reflexos por exemplo na crítica literária.

### Etnofilosofia e sagacidade filosófica
O termo "etnofilosofia" tem sido usado para designar as crenças encontradas nas culturas africanas. Tal abordagem trata a filosofia africana como consistindo em um conjunto de crenças, valores e pressupostos que estão implícitos na linguagem, práticas e crenças da cultura africana. Um dos defensores desta proposta é Placide Tempels, que argumenta que a metafísica do povo Bantu está refletida em sua linguagem. Segundo essa visão, a filosofia africana pode ser melhor compreendida a partir a realidade refletida nas línguas da África.
Um exemplo deste tipo de abordagem é a defendida por E. J. Algoa, da universidade nigeriana de Port Harcourt, que defende a existência de uma filosofia da história decorrente dos provérbios tradicionais do Delta do Níger, em seu artigo "Uma Filosofia da História Africana na Tradição Oral". Algoa argumenta que, na filosofia africana, a idade é vista como um fator importante na obtenção de sabedoria e de interpretação do passado. Em apoio dessa tese, ele cita provérbios como "Mais dias, mais sabedoria" e "O que um velho vê sentado, o jovem não vê em pé". A verdade é vista como eterna e imutável ("A verdade nunca apodrece"), mas as pessoas estão sujeitas ao erro ("Mesmo um cavalo de quatro patas tropeça e cai").
Também é perigoso julgar pelas aparências ("Um olho grande não significa uma visão aguçada"), mas em primeira mão, ela pode ser confiável ("Aquele que vê, não erra"). O passado não é visto como fundamentalmente diferente do momento atual, mas a história é vista como um todo ("Um contador de histórias não fala de épocas diferentes"). Segundo esses provérbios, o futuro vai além do conhecimento ("Mesmo um pássaro com um longo pescoço não poderá prever o futuro"). No entanto, também é ditoː "Deus vai sobreviver à eternidade". A história é vista como sendo de importância vital ("Um ignorante sobre sua origem não é um humano"), e os historiadores, conhecidos como "filhos da terra" são altamente respeitados ("Os filhos da terra possuem os olhos aguçados de uma píton. Esses argumentos representam apenas um lado da vasta cultura africana, constituída por patriarcados, matriarcados, monoteísmo e animismo.
Outra aplicação mais controversa dessa abordagem está incorporada no conceito de negritude. Léopold Sédar Senghor, um dos criadores desse conceito, argumentou que a abordagem nitidamente africana para a realidade é baseada mais na emoção do que na lógica, se manifestando através das artes e não através da ciência e da análise. Cheikh Anta Diop e Mubabinge Bilolo, por outro lado, embora concordem que a cultura africana é única, contestam essa opinião, destacando que o Antigo Egito estava inserido na cultura africana quando deu grandes contribuições para as áreas da ciência, matemática, arquitetura e filosofia, fornecendo uma base para a civilização grega.
Os críticos dessa abordagem argumentam que o verdadeiro trabalho filosófico está sendo feito pelos filósofos acadêmicos, e que palavras de uma determinada cultura podem ser selecionadas e organizadas de muitas maneiras, a fim de produzir sistemas de pensamentos muitas vezes contraditórios.
A sagacidade filosófica (Sage Philosophy, literalmente "filosofia do sábio") é uma espécie de visão individualista da etnofilosofia. Foi criada na década de 1970 por Henry Odera Oruka e consiste no registro das crenças dos "sábios" das comunidades tradicionais africanas.  A premissa aqui é que, embora a maioria das sociedades exija algum grau de conformidade de crença e comportamento de seus membros, alguns desses membros (os sábios) chegam a níveis superiores de conhecimento e entendimento de suas culturas e visão de mundo. Em alguns casos, o sábio vai além do mero conhecimento e compreensão, atingindo a reflexão e o questionamento - tornando-se, então, exemplo de sagacidade filosófica.
Os críticos dessa abordagem argumentam que nem todos os questionamentos e reflexões são filosóficos. Além disso, se a filosofia africana for definida apenas em termos de sagacidade filosófica, então os pensamentos dos sábios não poderiam se enquadrar na filosofia africana, pois não foram obtidos de outros sábios. Também, por esse ponto de vista, a única diferença entre os antropólogos não africanos e os filósofos africanos seria apenas a nacionalidade do pesquisador.

### Filosofia profissional
A filosofia profissional, segundo a maioria dos filósofos ocidentais, seria uma forma originalmente europeia de pensar, refletir e raciocinar, sendo, tal forma, relativamente nova na maior parte da África. No entanto, tal abordagem da filosofia tende a crescer no continente africano.e não só.

### Filosofia ideológica nacionalista
A filosofia ideológica nacionalista pode ser vista como um caso especial de sagacidade filosófica. Ela também pode ser vista como uma forma de filosofia política. Em ambos os casos, o mesmo tipo de problema surge: é preciso manter uma distinção entre ideologia e filosofia, entre conjuntos de ideias e uma maneira especial de raciocínio. Muitos filósofos africanos se destacaram nesta área, como Kwame Anthony Appiah, Kwame Gyekye, Kwasi Wiredu, Oshita O. Oshita, Lansana Keita, Peter Bodunrin e Chukwudum B. Okolo.

### Kwanzaa
Criada por Maulana Karenga, a filosofia do Kwanzaa é uma síntese do pensamento africano de praticar constantes trocas com o mundo. Toda a celebração e os rituais do Kwanzaa foram concebidos em 1966, após as revoltas de Watts. Karenga buscou, em remotas tradições africanas, valores que pudessem ser cultivados pelos afro-americanos naqueles dias de luta pelos direitos civis e de assassinatos de seus principais líderes. Valores que, não sendo religiosos, pudessem atrair - como atraíram - todas as igrejas de todas as comunidades negras em todo o país e, mais tarde, no mundo inteiro.

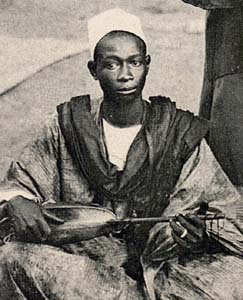
Foto de 1910 retratando um griô, o tradicional contador de histórias da África Ocidental. A filosofia africana tem suas raízes na tradição oral.

## Filosofia africana lusófona
A filosofia africana lusófona é uma ramificação do campo de produção filosófica denominado filosofia africana que se distingue por sua expressão em língua portuguesa. A filosofia africana tem sido ponto de debates e controvérsias que remontam à sua emergência na década de 1940 e 50, animada por uma produção explosiva de obras estrangeiras e africanas, principalmente de expressão francófona e anglófona, e da África subsariana, que buscaram qualificar esse corpo distinto de pensamento filosófico e seu antagonismo crítico com a denominada filosofia ocidental. Esse campo de questionamento não se limitou à comunidade filosófica académica, mas perpassou também a antropologia, a política, a geografia, a literatura e outras formas artísticas. O campo da filosofia africana passou logo à se diferenciar informalmente em linhas linguísticas, em consequência da própria facilidade de circulação desses filósofos dentro do meio intelectual de certa língua, e pelo legado comum do colonialismo entre os países de certa expressão. A filosofia africana de expressão portuguesa, entretanto, teve uma contribuição pouco notável, ou atrasada, na construção do campo e seus clássicos, principalmente os países afro-lusófonos, como a Angola, Moçambique, Cabo Verde, Guiné Bissau, Guiné Equatorial e São Tomé e Príncipe, sendo frequentemente excluidos e minimizados em antologias do assunto.
1. ↑  Nogueira, Renato (2 de julho de 2016). «Os gregos não inventaram a filosofia»
2. ↑  Hallen, B. (2002). A Short History of African Philosophy (em inglês). [S.l.]: Indiana University Press
3. 1 2  Adolayan 2017, p. 21.
4. ↑  Adolayan 2017, p. 23.
5. ↑  Adolayan 2017, p. 24.
6. 1 2 3 4  MATTAR, J. Introdução à Filosofia. São Paulo. Pearson Prentice Hall. 2010. p. 274.
7. 1 2  Herbjornsrud, Dag. «Os africanos que propuseram ideias iluministas antes de Locke e Kant - 24/12/2017 - Ilustríssima». Folha de S.Paulo. Trad. Allain, Clara. Consultado em 2 de janeiro de 2020
8. ↑  Sumner, Claude,  The Source of African Philosophy: the Ethiopian Philosophy of Man, Stuttgart: Franz Steiner Verlag Wiesbaden, 1986
9. ↑  Kiros, Teodros, “The Meditations of Zara Yaquob”
10. ↑  «Kwanzaa». History Channel. Consultado em 10 de outubro de 2011
11. 1 2  Couto 2019, p. 173.
12. ↑  Machevo 2016, p. 2.
13. 1 2  Couto 2019, p. 172.
14. ↑  Graness 2017, p. 167.
15. ↑  Mabota, António Dos Santos (2020). «Filosofia Africana - Das Independências às Liberdades, Uma Possibilidade de um Sistema Filosófico Moçambicano». O CURANDEIRO: Revista Moçambicana de Filosofia (2). Consultado em 5 de julho de 2022
16. ↑  Machevo 2016, p. 2/3.
17. ↑  Machevo 2016, p. 3/4.

- Macedo, José Rivair, ed. (2016). O Pensamento Africano no Século XX. [S.l.]: Outras Expressões
- Ngoenha, Severino Elias (1993). Filosofia Africana - Das Independências às Liberdades. [S.l.]: Edições Paulistas
- Ochieng, Omedi (2020). «Capítulo 13: The African intellectual: Hountondji and after». In:  Vários. PHILOSOPHY & NATIONS - essays from the Radical Philosophy Archive. [S.l.]: Book Editoras. pp. 301–329. ISBN 978-1-9162292-3-5
- Wiredu, Kwasi, ed. (2004). A Companion to African Philosophy. [S.l.]: Blackwell Publishing Ltd. ISBN 0-631-20751-1
- Afolayan, Adeshina; Falola, Toyin, eds. (2017). The Palgrave Handbook of African Philosophy. [S.l.]: This Palgrave Macmillan. ISBN 978-1-137-59290-3
- Okolo, MSC (2013). African literature as political philosophy (em inglês). [S.l.]: Zed Books
- Eze, Emmanuel Chukwudi, ed. (1997). A Postcolonial African Philosophy - A Critical Reader. [S.l.]: Blackwell Publishing Ltd. ISBN 0-631-20339-7
- Serequeberhan, Tsenay (2015). Existence and heritage: hermeneutic explorations in African and continental Philosophy (em inglês). [S.l.]: SUNY Press
- Kane, Ousmane Oumar (2016). Beyond Timbuktu : an intellectual history of Muslim West Africa (em inglês). [S.l.]: Harvard University Press. ISBN 9780674050822
- Ọmalụ, Atụọlụ (2015). Some Unanswered Questions in Contemporary African Philosophy (em inglês). [S.l.]: University Press of America. ISBN 978-0-7618-6454-7
- el-Malik, Shiera S., ed. (2016). African Political Thought of the Twentieth Century - A re-engagement. [S.l.]: Routledge. ISBN 978-1-138-65115-9
- Ochieng’-Odhiambo, F. (2010). Trends and Issues in African Philosophy (em inglês). [S.l.]: Peter Lang Publishing. ISBN 978-1-4331-0750-4
- Lott, Tommy L.; Pittman, John P., eds. (2006). The Palgrave Handbook of African Philosophy. [S.l.]: Blackwell Publishing
- Diagne, Souleymane Bachir (2016). The Ink of the Scholars = Reflections on Philosophy in Africa. [S.l.]: Council for the Development of Social Science Research in Africa. ISBN 978-2-86978-705-6
- Ndlovu-Gatsheni, Sabelo J. (2018). EPISTEMIC FREEDOM IN AFRICA - Deprovincialization and Decolonization. [S.l.]: Routledge. ISBN 978-1-138-58857-8